# Giovanni Puggioni
Giovanni Puggioni (* 19. März 1966 in Sassari) ist ein ehemaliger italienischer Sprinter.
Er wurde insgesamt sechsmal italienischer Meister: dreimal im 200-Meter-Lauf (1990 und 1997 sowie in der Halle 1991), zweimal im 100-Meter-Lauf (1995 und 1996) und einmal im 60-Meter-Lauf (1997).
International trat er vor allem in der 4-mal-100-Meter-Staffel in Erscheinung. Sein größter Erfolg war der Gewinn der Bronzemedaille bei den Leichtathletik-Weltmeisterschaften 1995 in Göteborg. Dort erreichte die italienische Staffel in der Aufstellung Giovanni Puggioni, Ezio Madonia, Angelo Cipolloni und Sandro Floris das Ziel in 39,07 s hinter den Mannschaften aus Kanada und Australien. Außerdem gewann Puggioni mit der Staffel 1997 die Goldmedaille bei den Mittelmeerspielen. Dort siegte er zudem in persönlicher Bestleistung von 20,44 s über 200 m.
Giovanni Puggioni ist 1,77 m groß und hatte ein Wettkampfgewicht von 70 kg.

## Bestleistungen
- 100 m: 10,36 s, 1. Juli 1995, Cesenatico
- 200 m: 20,44 s, 17. Juni 1997, Bari